# Energetyka jądrowa w Rosji

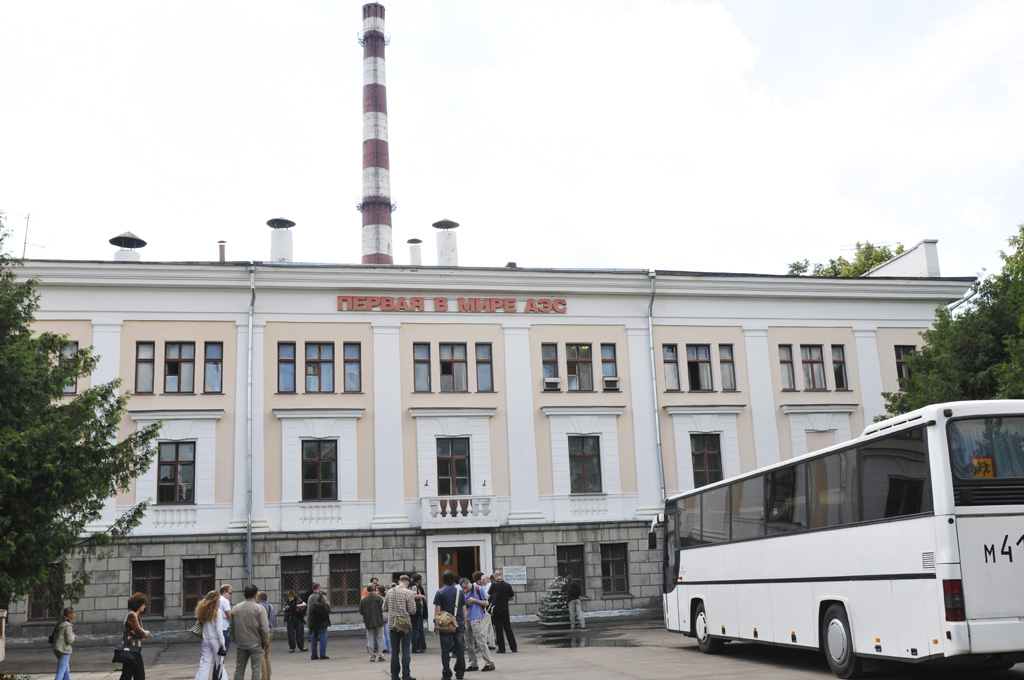
Elektrownia jądrowa Obninsk

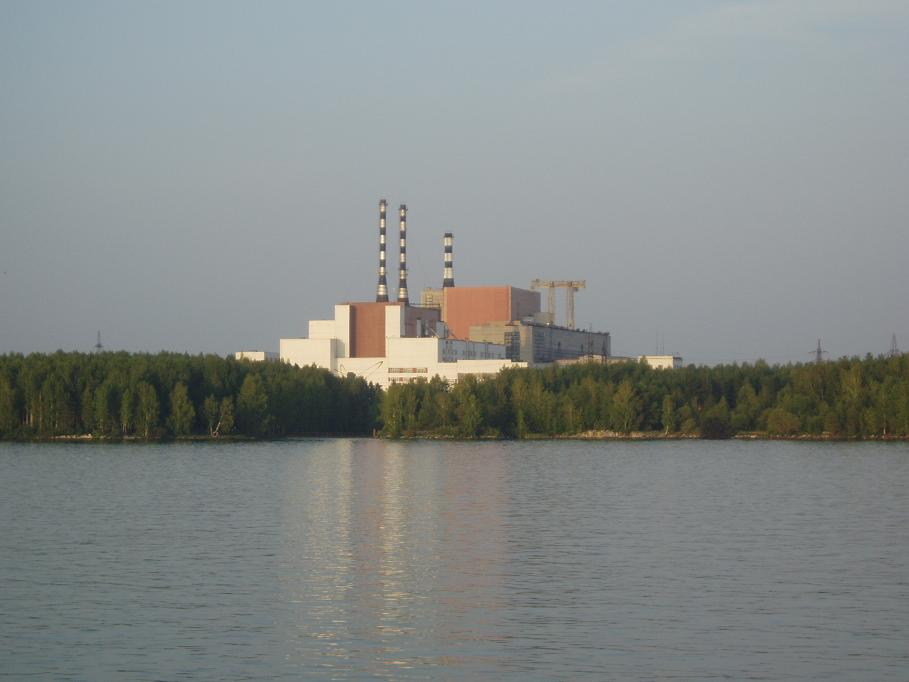
Elektrownia jądrowa Biełojarsk

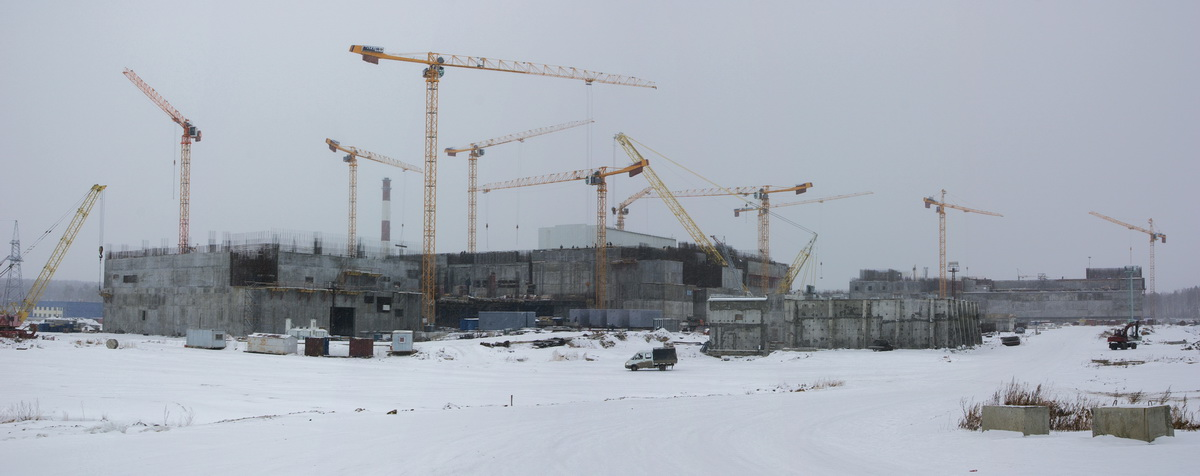
Budowa kolejnego reaktora w Biełojarsku

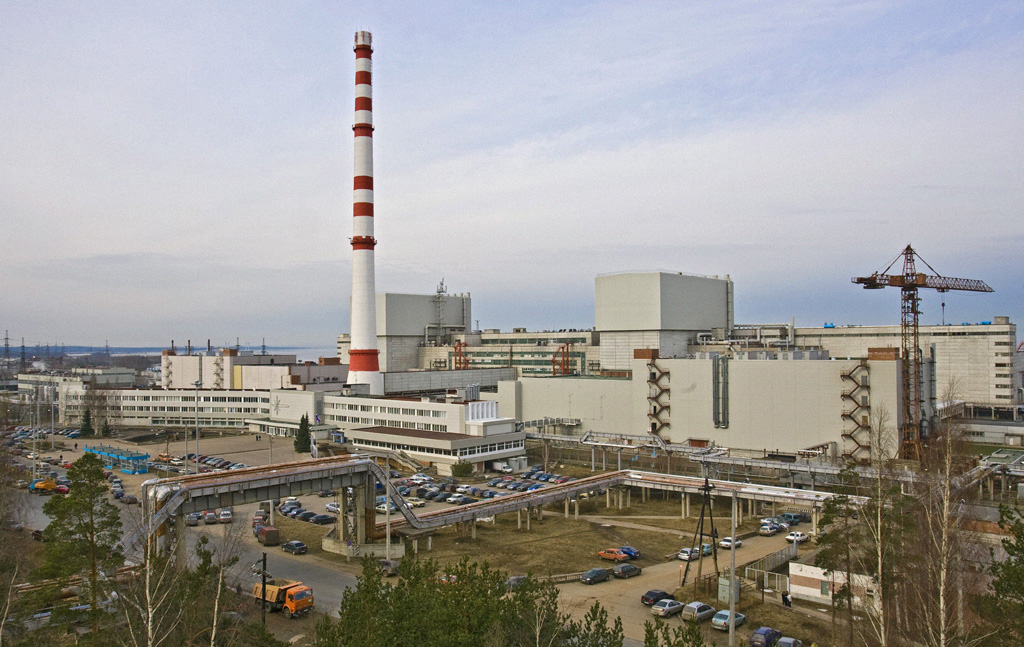
Elektrownia jądrowa Leningrad

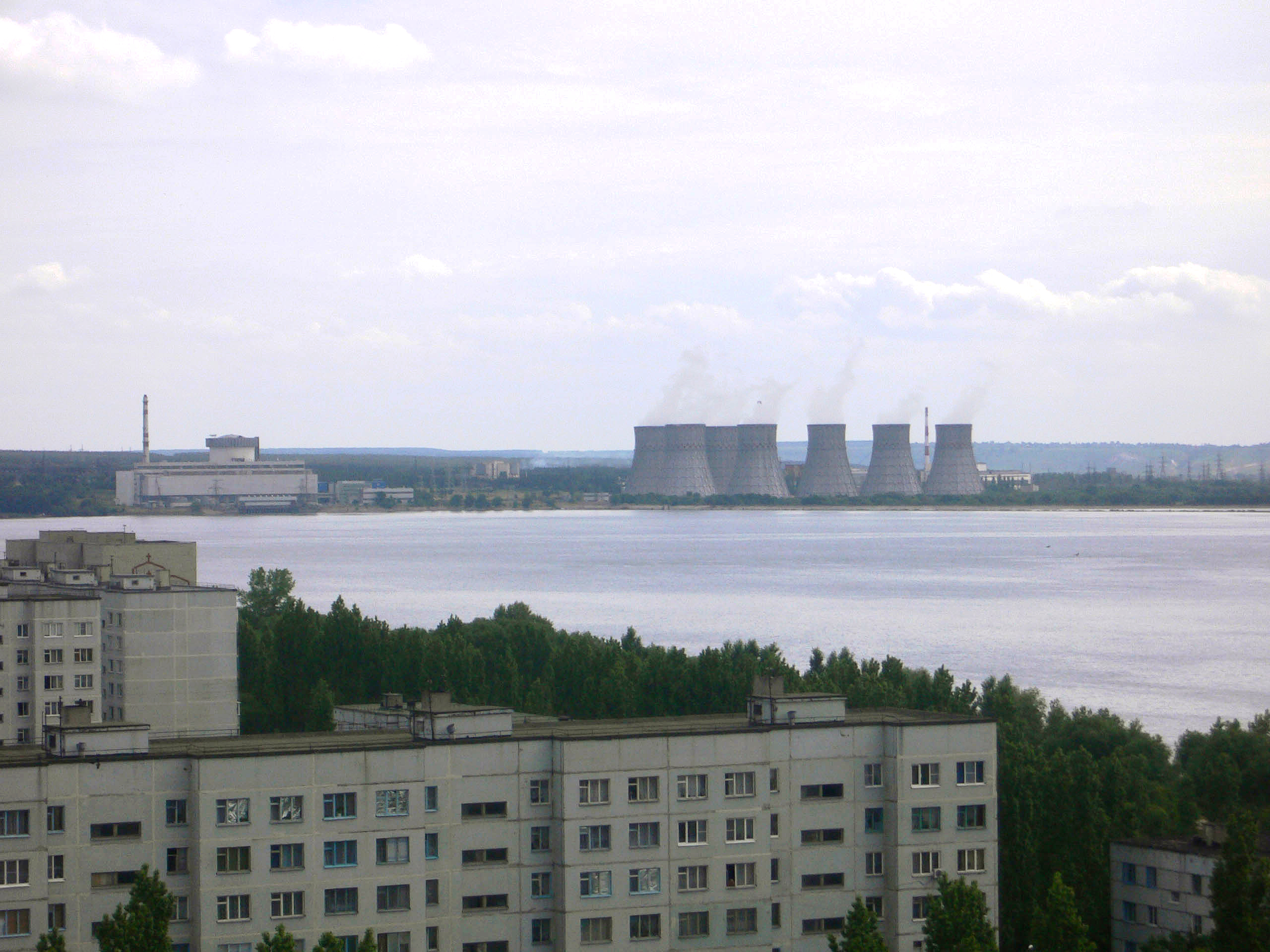
Elektrownia jądrowa Nowoworonież

Energetyka jądrowa w Rosji – w 2010 roku ogół energii elektrycznej wytworzonej w elektrowniach jądrowych w Rosji wyniósł łącznie 170,1 TWh, co stanowiło 16% energii elektrycznej. Łączna moc pochodząca z istniejących rosyjskich reaktorów jądrowych wyniosła 24 739 MW.

## Charakterystyka
Według nowej strategii energetycznej Rosji wprowadzonej w 2003 roku, ustanowiono za priorytet politykę "redukcji gazu ziemnego zużywanego" m.in. do produkcji energii elektrycznej. Rząd Rosji dążąc do osiągnięcia tego celu zaplanował podwojenie produkcji energii elektrycznej uzyskiwanej z energii jądrowej do 2020 roku. W 2006 roku Federalna Agencja Energii Atomowej (Rosatom) wydała oświadczenie dotyczące przyszłości energii jądrowej w Rosji; zapewniając, że do 2020 roku 23% i 25% do 2030 roku zapotrzebowania na energię elektryczną będzie pochodziło właśnie z elektrowni atomowych.
Plan zakłada zwiększenie liczby reaktorów zdolnych do pracy z 31 (obecnie) do 59. Stare reaktory będą utrzymywane i konserwowane, w tym jednostki RBMK podobne do reaktorów znajdujących się w elektrowni jądrowej w Czarnobylu. W październiku 2005 roku, w oparciu o ten plan Rosja wspólnie z Chinami zgodziła się na dalszą współpracę w zakresie budowy elektrowni jądrowych, w obu państwach.
W 2007 roku rosyjski parlament przyjął ustawę dotyczącą "Specyfiki zarządzania i dysponowania majątkiem organizacji korzystających z energii jądrowej w Federacji Rosyjskiej", na mocy której powołał do istnienia holding Atomenergoprom, będący operatorem wszystkich cywilnych elektrowni jądrowych na terenie kraju. W skład nowo powstałego holdingu weszły poszczególne firmy państwowe, w tym: Rosenergoatom, producent paliwa jądrowego TVEL, przedsiębiorstwo zajmujące się dostawą uranu Tenex, oraz konstruktor urządzeń jądrowych Atomstroyexport. Rosyjski przemysł jądrowy zatrudnia około 200 tys. osób.
Rosyjski rząd do 2015 roku, przeznaczy łącznie 5,42 miliarda $ na rzecz programu kolejnej generacji reaktorów jądrowych, natomiast około 42,7 miliardów $ ma zostać przeznaczona na rozwój tego przemysłu.
Rosja uczestniczy również w wielu inwestycjach zagranicznych badających nowe technologie jądrowe. Poprzez członkostwo w projekcie ITER, rosyjscy naukowcy biorą udział w projektowaniu reaktorów termojądrowych.

## Działające reaktory jądrowe
Spośród wszystkich użytkowanych reaktorów w Rosji, aż 10 to typ RBMK-1000, podobny do tego w Czarnobylskiej Elektrowni Jądrowej, większość z nich miała być pierwotnie zamknięta, lecz ich użytkowanie wydłużono, a produkcję każdego z nich zwiększono o około 5%. Krytycy tego pomysłu zarzucają rządowi, że są to reaktory "przestarzałe", których nie można poprawić poprzez ulepszenie ich i modernizację, gdyż niektórych części reaktora nie da się zastąpić nowymi. Pozostałe użytkowane reaktory to w głównej mierze typ WWER, jest ich łącznie 17. W budowie jest kolejnych 4 tego typu reaktorów, oraz jeden typu FBR (BN-800). Rząd rosyjski zdecydował również o budowie Bałtyckiej Elektrowni Atomowej w obwodzie królewieckim, z najnowszym typem reaktora WWER-1200.

## Lista elektrowni jądrowych
- Elektrownia jądrowa Obninsk
- Siewierska Elektrownia Jądrowa
- Elektrownia jądrowa Biełojarsk
- Elektrownia jądrowa Nowoworonież
- Elektrownia jądrowa Nowoworonież II
- Elektrownia jądrowa Leningrad
- Elektrownia jądrowa Kola
- Bilibińska Elektrownia Atomowa
- Kurska Elektrownia Jądrowa
- Smoleńska Elektrownia Atomowa
- Elektrownia jądrowa Kalinin
- Bałakowowska Elektrownia Jądrowa
- Rostowska Elektrownia Jądrowa

## Bezpieczeństwo
Rząd rosyjski w odpowiedzi na serię wypadków jądrowych w elektrowni atomowej Fukushima I w Japonii, do których doszło w 2011 roku, zapowiedział przeprowadzenie serię testów na wszystkich reaktorach w użytku i nowo powstałych, aby ocenić ich odporność na trzęsienia ziemi silniejsze niż pierwotny projekt przewidywał. Dodatkowo spółka Rosenergoatom przeznaczy kwotę około 530 milionów dolarów w ramach programu modernizacji związanej z bezpiecznym użytkowaniem reaktorów.